# Кофейная гуща
Кофейная гуща — отход изготовления кофе, густой выщелоченный остаток кофейного напитка, состоящий из мелких нерастворимых в воде частиц.

## Химический состав
Химический состав разных типов кофейной гущи схож, хотя в отходах, получаемых в ходе приготовления растворимого кофе, концентрация веществ ниже из-за более интенсивного процесса экстракции. Использованная кофейная гуща богата углеводами, которые составляют около половины её веса. Ещё 20 % приходится на белки, а ещё 20 % — на лигнин. Сухая кофейная гуща содержит значительное количество калия (11,7 г/кг), азота (27,9 г/кг), магния (1,9 г/кг) и фосфора (1,8 г/кг).  Количество кофеина, оставшегося в высушенной кофейной гуще, составляет около 48 % от его количества в свежем сырье. В ходе сушки снижается также и концентрация танинов.

## Производство
В среднем из 1 тонны кофейных зёрен получается примерно 650 кг кофейной гущи, а ежегодные объемы превышают 15 миллионов тонн. Из-за больших объёмов образующегося отхода и специфики химического состава рассматриваются перспективы использования гущи в промышленности.

## Использование
В конце XIX века кофейная гуща применялась некоторыми недобросовестными производителями как примесь к чистому молотому кофе.
Не рекомендуется сжигать высушенную кофейную гущу, так как при этом она выделяет опасные оксиды азота. 

### В садоводстве
В садоводстве кофейную гущу используют для компостирования или мульчирования. Она особенно благоприятна для дождевых червей и кислотолюбивых растений, таких как черника, хотя из-за постепенного вымывания кислот pH часто снижается до нейтрального. Экспериментальным путём было установлено, что рост и выживаемость дождевых червей снижается при использовании кофейной гущи в качестве основного корма. В отдельных случаях кофейная гуща может использоваться как удобрение. 
Кофейная гуща обладает фитотоксичными свойствами, снижающимися в ходе компостирования. Известно об использовании кофейной гущи в качестве разрыхлителя грунта и репеллента для улиток и слизней. Некоторые коммерческие кофейни реализуют инициативы по бытовому использованию кофейной гущи, в том числе проект Starbucks «Grounds for your Garden» или кофейни Green Coffee Shop Scheme «Ground to Ground».

### В быту
В некоторых англоязычных руководствах по обустройству быта высушенную кофейную гущу рекомендовали использовать для наполнения игольниц. Ряд современных руководств указывают на использование кофейной гущи для окрашивания древесины, ароматизации воздуха и изготовления косметических скрабов для тела.

### В сельском хозяйстве
В некоторых случаях кофейная гуща используется в качестве субстрата для выращивания грибов (в том числе вёшенок), не требующего предварительно обработки.
Коллектив японских учёных в 2014 году указал на перспективу использования кофейной гущи для повышения эффективности производства растительных культур: внесение 10 кг использованной кофейной гущи на квадратный метр было предложено в рамках системы севооборота, при которой в течение первых шести месяцев после внесения поле не пашется, а слой кофейной гущи подавляет рост сорняков; затем поле запахивается и на нём высеваются бобовые, фиксирующие азот. Было показано, что внесение эквивалентного объёма конского навоза вместе с кофейной гущей практически устраняет негативные эффекты свежей кофейной гущи.
Международный коллектив авторов в статье 2011 года рассмотрел возможность использования кофейной гущи для кормления жвачных животных, свиней, кур и кроликов, придя к выводу, что высокое содержание лигнина делает такое использование нежелательным.

### Промышленное использование
Кофейная гуща может использоваться в промышленных масштабах для производства биогаза или для очистки сточных вод. Биоэтанол также может быть получен из углеводов, содержащихся в кофейной гуще, после удаления масел, обычно путём гидролиза разбавленной кислотой.
Кофейную гущу можно применять при получении биодизеля, либо непосредственно извлекая масла с помощью растворителей, либо используя как сырьё для каталитического производства, либо используя гущу для кормления водорослей-биопродуцентов.
Существует потенциальная возможность замещения до 10—15% используемого песка кофейной гущей при изготовлении бетона.
Vandeponseele с коллегами (2021) предложили извлекать кофеин из кофейной гущи для коммерческого применения в пищевой, косметической, фармацевтической промышленности и для производства БАД.